# Aculeatodiplosis fasciata
Aculeatodiplosis fasciata är en tvåvingeart som beskrevs av Fedotova och Vasily S. Sidorenko 2005. Aculeatodiplosis fasciata ingår i släktet Aculeatodiplosis och familjen gallmyggor. Inga underarter finns listade i Catalogue of Life.